# 奥塔卡尔·拉达
奥塔卡尔·拉达（捷克語：Otakar Lada，1883年5月22日—1956年7月12日），捷克男子击剑运动员。他曾代表波希米亚参加1908年夏季奥林匹克运动会击剑比赛，获得男子团体佩剑铜牌。

## 家庭
弟弟弗拉斯季米尔·拉达-萨扎夫斯基。